# 木下隆志
木下 隆志（きのした たかし、1979年12月10日 - ）は、フランス料理の日本人シェフ。2002年に渡仏、2015年に「シャトー・ド・クルバン」の総料理長となった。2018年にはミシュランガイド・フランス版にて星を獲得した。2023年5月より「シャトー・ド・シトー」総料理、国際エスコフィエ協会・フランス本部 正会員（ディシィプル) 2023年12月よりブルゴーニュ・フランシュコンテ支部副支部長(Vice Président)に就任。第27回フランス国家最優秀職人賞MOFコンクールでは、最終選考ファイナリストに残った。2023年10月に行われたブルゴーニュ産トリュフを使ったスクランブルエッグの世界大会で優勝している。

## 来歴
群馬県館林市に生まれる。幼い頃より物を作ること、特に食に大きな関心を持つ。魚屋になることに憧れ、13歳の頃に鮮魚店を見習いとして手伝い、築地市場にも通った経験がある。料理への興味が高まり、調理師学校への進学を目指すが、教員の両親から反対を受け、最終的に「首席卒業する」ことを条件に認められる。
1999年（平成11年）織田調理師専門学校を卒業後、フランス料理の名店、ビストロ備前（東京都千代田区）にて修行を開始する。調理師学校は首席卒業で両親との約束を守った。
2002年（平成14年）ビストロ備前・安達実シェフの紹介で、フランス・ディジョン市の高級レストラン、プレ・オ・クレール（ミシュラン星付き）シェフ、ジャン-ピエール・ビューの元で8年間研鑽を積み、うち4年間はスーシェフ（副料理長）を務める。
2009年（平成21年）、ビューの紹介を受けてベルギーのプライベート・シャトーであるシャトー・ダッソンビルに転じ、副料理に就任する。
2010年（平成22年）、長男の誕生に合わせて南フランス、ヴェゾン・ラ・ロメーヌにあるレストラン、ムーラン・ア・ユイール（ミシュラン星付き）に副料理として就任、オーナーシェフ、ロベール・バルドーの右腕として働く。バルドーは1979年のMOF（フランス国家最優秀職人勲章）受勲者だった。この時期より料理コンクールに挑戦を始める。
2012年（平成24年）にいったんバルドーの元を離れ、北フランス、リール市のホテル・カジノ・バリエールでメインダイニング、オー・ド・リール、料理長に就任する。
2013年（平成25年）バルドーの元に料理長として戻る。その後、バルドーが死去する2014年末まで務めた。
2015年（平成27年）北ブルゴーニュ地方・クルバン村にある、シャトー・ド・クルバンに総料理長として就任する。同年、アラン・デュカス・グループよりグラン・ターブルに認定される。また、ガイド・ブック『ゴ・エ・ミヨ』("Gault＆Millau")や『ミシュランガイド』フランスに掲載される。
2017年に、ガイド・ブック『ゴ・エ・ミヨ』フランス版の「若き才能2017」を受賞する。また、ブルゴーニュ・フランシュコンテ地方の「最優秀レストラン賞」を受賞した。
2018年、『ミシュランガイド』フランスにて一つ星を獲得する。
2019年、国際エスコフィエ協会・フランス本部に正会員（ディシィプル）として加入した。
2020年、フランスのメガバンク、クレディアグリコールの主催する « le talents gourmands »コンクールにて優勝
同年、ガイドブック、ゴ・エ・ミヨよりグランドエスト地方の最優秀魚料理のトロフィーを受賞。この時同店・シェフ・パティシエの長谷川左恵も最優秀パティシエ賞を受賞した。
2021年、国際エスコフィエ協会主催のエスコフィエ生誕175周年記念・世界ディナーのブルゴーニュ・フランシュコンテ地方の統括料理長を担当。ブルゴーニュ・フランシュ・コンテ地方のプレジドン、マリオ・ビノ氏より貢献を讃えたメダルを貰う。
2022年、ブルゴーニュ・フランシュ・コンテ地方、コート・ドール県主催の地産地消をテーマとしたマーク « 100% Savoir-faire Côte-d’Or » のシェフ親善大使にプレジドンで元大臣のフランソワ・ソバデ氏より任命された。
2022年、第27回フランス国家最優秀職人賞MOFのコンクールにて最終選考ファイナリスト(受験者850人中30人)に残る。